# Such Gold
Such Gold ist eine 2009 gegründete Punk-Rock-/Melodic-Hardcore-Band aus Rochester, New York, Vereinigte Staaten.

## Geschichte
Die Band wurde offiziell im Jahr 2009 gegründet und besteht nach mehreren Besetzungswechseln aus dem Sänger Ben Kotin, dem Gitarristen Nate Derby, dem Bassisten Jon Markson und dem ehemaligen Shai-Hulud-Schlagzeuger Matt Covey.
Noch im Gründungsjahr nahm die Gruppe ein Demo auf und wurde nur wenige Monate später von Mightier Than Sword Records unter Vertrag genommen, worüber die erste EP namens Stand Tall veröffentlicht wurde. Im Jahr 2010 erfolgte eine Unterschrift bei 6131 Records. Über das Label wurde im September die zweite EP mit dem Titel Pedestals zunächst auf digitaler, zwei Monate später auf physischer Ebene herausgebracht. Im Jahr 2011 erschienen zwei Split-Veröffentlichungen mit Into It. Over It. und A Loss for Words, welche in Zusammenarbeit mit Mightier Than Sword Records, No Sleep Records und dem japanischen Label Grill$ Records veröffentlicht wurden. Im Juli des Jahres 2011 wechselte Such Gold abermals ihr Label, dieses Mal zu Razor & Tie. Die Gruppe flog nach Los Angeles, Kalifornien, um mit Produzent Steve Evetts an ihrem Debütalbum zu arbeiten. Dieses heißt Misadventures und erschien am 14. August 2012. Am 11. November 2014 wurde mit The New Sidewalk das zweite Album der Gruppe über Razor & Tie veröffentlicht.
In ihrer Karriere spielte die Gruppe bisher mit Szenegrößen wie Four Year Strong, Transit, Shai Hulud, A Wilhelm Scream, Stick to Your Guns, The Story So Far, Senses Fail und Citizen. Dabei spielte die Gruppe hauptsächlich in Nordamerika, wobei auch Auftritte in Europa und Australien absolviert wurden. So spielte die Gruppe im Jahr 2012 auch auf dem Groezrock.

## Diskografie
- 2009: Demo 2009 (Eigenvertrieb)
- 2009: Stand Tall (EP, Mightier Than Sword Records)
- 2010: Pedestals (EP, 6131 Records)
- 2011: Such Gold / Into It. Over It. (Split mit Into It. Over It., Mightier Than Sword Records, No Sleep Records)
- 2011: Such Gold / A Loss for Words (Split mit A Loss for Words, Mightier Than Sword Records, No Sleep Records, Grill$ Records)
- 2012: Misadventures (Album, Razor & Tie)
- 2014: The New Sidewalk (Album, Razor & Tie)